# Lars Ryttare
Lars Ryttare ursprungligen Larsson och från 1820 Wikström, född 18 april 1800 i Rättviks socken, död 18 januari 1865 i Vatebo, By socken, Kopparbergs län, var en svensk soldat och allmogemålare.
Han var från 1825 gift med Kajsa Bernström. Ryttare var i hela sitt vuxna liv bosatt i By där han var soldat på roten 140 Ryttare i Vatebo och enligt tradition tog han sig namnet efter roten. Det finns ett flertal dekorativa interiörmålningar utförda av Ryttare i de sydliga dalasocknarna och angränsande delar av Gästrikland. I hans kurbitsmålningar framträder personerna inte i de färgstarka folkdräkter som är vanligt i måleriet i Rättvik utan mer som ett borgerligt herrskap och räknas i jämförelse med samtida kurbitsmålningar vara av en blygsam beskaffenhet. Han signerade sina arbeten med en siffersignatur.